# Hideyuki Tanaka
 (juillet 2020).
Si vous disposez d'ouvrages ou d'articles de référence ou si vous connaissez des sites web de qualité traitant du thème abordé ici, merci de compléter l'article en donnant les références utiles à sa vérifiabilité et en les liant à la section « Notes et références ».
Pour les articles homonymes, voir Tanaka.
Hideyuki Tanaka (田中 秀幸, Tanaka Hideyuki, né le 12 novembre 1950 à Tōkyō) est un seiyū.

## Rôles notables
Il aime interpréter des personnages à la fois forts et réservés. Il apprécie énormément l'acteur John Cusack qu'il a eu le plaisir de doubler dans Terminator et dans Aliens, le retour[réf. nécessaire].

### Animeen séries télé
- Space Battleship Yamato III (Ryūsuke Damon)
- Bleach (Shawlong Koufang)
- Urusei Yatsura (Kakashi no Sanshirou)
- F-Zero Falcon Densetsu (Captain Falcon/Bart Lemming)
- Cardcaptor Sakura (Fujitaka Kinomoto)
- Gaiking Legend of Daiku-Maryu (Sakon)
- Mobile Suit Gundam (Woody Malden)
- Captain Tsubasa (Roberto Hongo)
- Kiteretsu Daihyakka (Eitarou Kite)
- Kinnikuman (Terryman, Springman, Planetman, etc.)
- Kinnikuman Nisei (Terryman, Chloe)
- City Hunter/Angel Heart (Hideyuki Makimura)
- Slam Dunk (Kogure Kiminobu, Narration)
- Crest of the Stars (Rock Lynn)
- Saint Seiya (Leo Aiolia,Narrateur,Grand Pope Shion/Bon Saga, Chevalier du Dauphin)
- Sengoku Majin GoShogun (Killy Gagler)
- Transformers: Victory (Starsaber)
- Touch (Eijirou Kashiwaba)
- Digimon: X Evolution (Omegamon)
- Les Supers Nanas Zeta (The Mayor)
- Space Runaway Ideon (ja) (Bes Jordan)
- Dokaben (Tarou Yamada)
- Dr. Slump and Arale-chan (Toriyama (Human), Scoop)
- Doraemon (Suneo's Father [3rd voice])
- Dragon Quest: Dai's Great Adventure (Avan, Narration)
- Nightwalker (Cain)
- Nana (Takashi Asano)
- Nils no Fushigi na Tabi (Gunnar)
- Ninja Scroll: The Series (Mufu)
- Nono-chan (Takashi Yamada)
- High School! Kimengumi (Sakugo Jidai)
- Black Jack (Akira)
- Hokuto no Ken 2 (Falco)
- Magic Knight Rayearth (Rayearth)
- Marmalade Boy (Jin Koishikawa)
- Conan, le fils du futur (Luke, Cheet)
- Détective Conan (Yusaku Kudo)
- Maple Town Stories (Papa)
- Maison Ikkoku (Souichirou Otonashi)
- Moeru! Oniisan (Narration)
- Monster (Wolfgang Grimmer)
- Ranma 1/2 (Torajirou Higuma)
- One Piece (Don Quichotte Doflamingo)
- Get Backers (Sarai Kagenuma)
- Hellsing (Enrico Maxwell)
- Ginga Nagareboshi Gin (Ben)
- Saint Seiya: Soul of Gold (Aiolia du Lion)
- Dragon ball Super (Damom)

### OAV
- Angelique (Clavis)
- Ys II (Keath)
- Kamen Rider SD (Kamen Rider 1)
- Mobile Suit Gundam 0083 : Stardust Memory (Green Wyatt)
- Carol: A Day in a Girl's Life (Rymon Douglas)
- Legend of the Galactic Heroes (Jean Robert Lap)
- Guyver (Agito Makishima)
- Transformers: Zone (Victory Saber)
- Shin Hokuto no Ken (Toki)
- Riding Bean (Bean Bandit)
- Les Chroniques de la guerre de Lodoss (Slayn)
- Prefectural Earth Defense Force (Toshiyuki Roberi)
- RG Veda (Ashura-Ou)
- Les Chevaliers du Zodiaque Hadès (Aiolia, Narrateur)
- Tales of Symphonia (Yggdrasil)

### Animeen film
- Space Warrior Baldios (Jack Oliver)
- X (Seiichirou Aoki)
- Kinnikuman Series (Terryman)
- Slam Dunk Series (Kogure Kiminobu)
- Vampire Hunter D : Bloodlust (D)
- Five Star Stories (Balanche)
- One Piece : L'Aventure de l'île de l'horloge (Pin Joker)
- Origine (film d'animation) (Toolone cum Sakul)
- Détective Conan : Le Fantôme de Baker Street (Yusaku Kudo, Sherlock Holmes)
- Nous sommes onze ! (King Mayan Baceska)

### Jeux vidéo
- Angelique (Clavis)
- Space Battleship Yamato Series (Daisuke Shima)
- Ace Combat 5: The Unsung War (Vincent Harling)
- Ace Combat 0: The Blekan War (Reiner Altman)
- Kinnikuman Generations Series (Terryman)
- Kinnikuman Muscle Grand Prix Max (Terryman, Springman, Planetman)
- Shaman King (Matamune)
- JoJo's Bizarre Adventure Phantom Blood (Jonathan Joestar)
- Xenosaga Series (Jin Uzuki)
- Policenauts (Jonathan Ingram)
- Metal Gear Solid Series (Hal "Otacon" Emmerich)

### Doublage de films
- Michael Biehn dans :
  - Terminator : Kyle Reese (Asahi TV 1987 Edition)
  - Aliens, le retour : Caporal Dwayne Hicks (Asahi TV 1989 et 1993 Editions)
  - Navy Seals, les meilleurs : Lietenant James Curran (Asahi TV Edition)
  - Astéroïde : Jack Wallach (Edition TV)
  - Dragon Squad : Petros Davinci (Version DVD)
- Pierce Brosnan dans :
  - GoldenEye : James Bond 007 (Asahi TV Edition)
  - Demain ne meurt jamais : James Bond 007 (Asahi TV Edition)
  - Le monde ne suffit pas : James Bond 007 (Asahi TV Edition)
  - Meurs un autre jour : James Bond 007  (Asahi TV Edition)
  - Coup d'éclat : Max Burdett (version cinéma)
  - Le Pic de Dante : Harry Dalton (version TV)
  - Thomas Crown : Thomas Crown (version TV)
  - Le Cobaye : Dr. Lawrence Angelo
  - Mamma Mia! : Sam Carmichael
- Mafia Blues : Dr. Ben Sobel (Billy Crystal)
- Permis de tuer : James Bond (Timothy Dalton, version VHS)
- Evil Dead 3 : Ash Williams (Bruce Campbell)
- CHiPs : Jon Baker (Larry Wilcox)
- Qui veut la peau de Roger Rabbit : Mickey Mouse (Wayne Allwine)
- Street Fighter - L'ultime combat : Colonel Guile (Jean-Claude Van Damme, version TV)
- La Liste de Schindler : Amon Goethe (Ralph Fiennes)

### Tokusatsu
- ULTRAMAN (Ultraman The Next)
- Ultraman Mebius (Zoffy)
- Ultraman Mebius & The Ultra Brothers (Zoffy)